# Подгорцы (Новороздольская городская община)
Подгорцы (укр. Підгірці) — село в Новороздольской городской общине Стрыйского района Львовской области Украины.
Население по переписи 2001 года составляло 217 человек. Занимает площадь 0,56 км². Почтовый индекс — 81657. Телефонный код — 3241.